# Lijst van trainers van Eendracht Aalst
Deze lijst omvat de voetbalcoaches die de Belgische club Eendracht Aalst hebben getraind vanaf midden 1969 tot op heden.

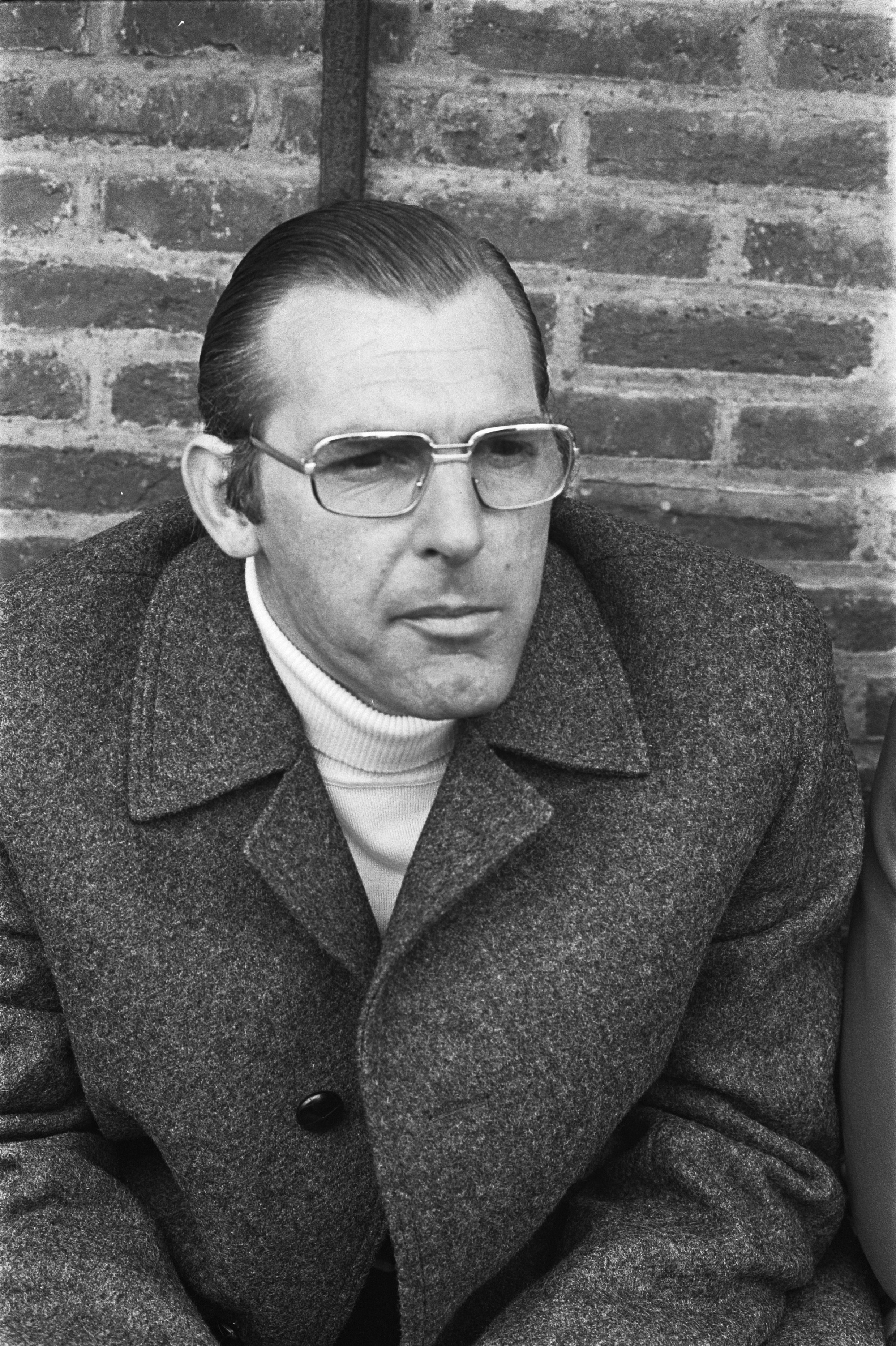
Midden jaren '80 was Leo Canjels trainer van Aalst.

| Seizoen | Trainer(s) |
| ------- | --- |
| 2023/24 | Bekir Celik Regi Van Acker (tot februari 2024) Carl De Geyseleer (tot september 2023)                               |
| 2022/23 | Carl De Geyseleer                                                                                                   |
| 2021/22 | Carl De Geyseleer                                                                                                   |
| 2020/21 | Bart Van Renterghem                                                                                                 |
| 2019/20 | Bart Van Renterghem                                                                                                 |
| 2018/19 | Bart Van Renterghem Yves Van Borm (tot januari 2019) Carl De Geyseleer (ad interim) Tom De Cock (tot november 2018) |
| 2017/18 | Tom De Cock |
| 2016/17 | Tom De Cock Carl De Geyseleer (ad interim) Dirk Geeraerd (tot oktober 2016)                                         |
| 2015/16 | Dirk Geeraerd Regi Van Acker (tot oktober 2015)                                                                     |
| 2014/15 | Regi Van Acker |
| 2013/14 | René Desaeyere Chris Janssens (tot februari 2014)                                                                   |
| 2012/13 | Chris Janssens Bart Van Renterghem (tot maart 2013)                                                                 |
| 2011/12 | Bart Van Renterghem                                                                                                 |
| 2010/11 | Bart Van Renterghem                                                                                                 |
| 2009/10 | Bart Van Renterghem Kris Van der Haegen (tot oktober 2009)                                                          |
| 2008/09 | Kris Van der Haegen Marc Dillen (tot maart 2009) Luc Limpens (tot september 2008)                                   |
| 2007/08 | Luc Limpens |
| 2006/07 | Patrick De Wilde |
| 2005/06 | Etienne De Wispelaere Geert Van Roy (ad interim) Maurice De Schrijver (tot november 2005)                           |
| 2004/05 | Gilbert Bodart David Gevaert (tot januari 2005) Lorenzo Staelens (tot september 2004)                               |
| 2003/04 | Dennis Asselman Alain Merckx (tot september 2003)                                                                   |
| 2002/03 | Alain Merckx Geert Van Roy (ad interim) Leo Van der Elst (tot februari 2003)                                        |
| 2001/02 | Geert Van Roy Luc Limpens (tot april 2002) Manu Ferrera (tot januari 2002)                                          |
| 2000/01 | Manu Ferrera Wim De Coninck (tot april 2001)                                                                        |
| 1999/00 | Barry Hulshoff |
| 1998/99 | Barry Hulshoff |
| 1997/98 | Chris Van Puyvelde Urbain Haesaert (tot maart 1998)                                                                 |
| 1996/97 | Urbain Haesaert Jan Ceulemans (tot februari 1997)                                                                   |
| 1995/96 | Jan Ceulemans |
| 1994/95 | Jan Ceulemans |
| 1993/94 | Jan Ceulemans |
| 1992/93 | Jan Ceulemans Jean-Pierre Vande Velde (tot oktober 1992)                                                            |
| 1991/92 | Han Grijzenhout László Fazekas (tot oktober 1991)                                                                   |
| 1990/91 | László Fazekas |
| 1989/90 | Jan Poortvliet (speler-trainer) André Van Maldeghem (tot oktober 1989)                                              |
| 1988/89 | Eddy Everaert Ned Bulatović (tot september 1988)                                                                    |
| 1987/88 | László Fazekas |
| 1986/87 | László Fazekas Leo Canjels (tot oktober 1986)                                                                       |
| 1985/86 | Leo Canjels |
| 1984/85 | Gilbert De Groote                                                                                                   |
| 1983/84 | Jean-Pierre Borremans                                                                                               |
| 1982/83 | Tomislav Ivić Georges Heylens (tot februari 1983)                                                                   |
| 1981/82 | Georges Heylens |
| 1980/81 | Georges Heylens |
| 1979/80 | Georges Heylens Walter Elegeert (tot januari 1980)                                                                  |
| 1978/79 | Henk Houwaart Gaston Van Der Elst (tot oktober 1978)                                                                |
| 1977/78 | Gaston Van Der Elst                                                                                                 |
| 1976/77 | Gaston Van Der Elst                                                                                                 |
| 1975/76 | Gaston Van Der Elst                                                                                                 |
| 1974/75 | Chris De Smet |
| 1973/74 | Chris De Smet |
| 1972/73 | Chris De Smet |
| 1971/72 | Armand De Roeck |
| 1970/71 | Armand De Roeck |
| 1969/70 | Hypoliet van den Bosch                                                                                              |